# One Tree
One Tree is een plaats in de Australische deelstaat New South Wales.